# Tensor d'Einstein
En geometria diferencial, el tensor d'Einstein, rep el nom degut a Albert Einstein, i s'utilitza per a expressar la curvatura d'una varietat de Riemann. En la relativitat general, el tensor d'Einstein apareix en les equacions de camp d'Einstein per a la gravitació, per a descriure la curvatura de l'espaitemps d'una manera consistent amb les consideracions de l'energia.

## Definició
El tensor d'Einstein {\displaystyle \mathbf {G} } és un tensor de rang 2; es defineix en s varietat de Riemann. En l'índex lliure de la notació que es defineix com a:
{\displaystyle \mathbf {G} =\mathbf {R} -{\frac {1}{2}}\mathbf {g} R,}
en què {\displaystyle \mathbf {R} } és el tensor de Ricci, {\displaystyle \mathbf {g} } és el tensor mètric i {\displaystyle R} és l'escalar de curvatura. En forma de components, l'equació anterior es llegeix com a:
{\displaystyle G_{\mu \nu }=R_{\mu \nu }-{1 \over 2}g_{\mu \nu }R.}
El tensor d'Einstein és simètric:
{\displaystyle G_{\mu \nu }=G_{\nu \mu }\,}
Pel que fa a la divergència, compleix la mateixa condició que el tensor d'energia-moment:
{\displaystyle G^{\mu \nu }{}_{;\nu }=0\,.}

## Forma explícita
El tensor de Ricci només depèn del tensor mètric, de manera que el tensor d'Einstein es pot definir directament amb només el tensor mètric. No obstant això, aquesta expressió és complexa i rares vegades s'esmenta en els llibres de text. La complexitat d'aquesta expressió es pot demostrar utilitzant la fórmula del tensor de Ricci, en termes de símbols de Christoffel:
{\displaystyle {\begin{aligned}G_{\alpha \beta }&=R_{\alpha \beta }-{\frac {1}{2}}g_{\alpha \beta }R\\&=R_{\alpha \beta }-{\frac {1}{2}}g_{\alpha \beta }g^{\gamma \zeta }R_{\gamma \zeta }\\&=(\delta _{\alpha }^{\gamma }\delta _{\beta }^{\zeta }-{\frac {1}{2}}g_{\alpha \beta }g^{\gamma \zeta })R_{\gamma \zeta }\\&=(\delta _{\alpha }^{\gamma }\delta _{\beta }^{\zeta }-{\frac {1}{2}}g_{\alpha \beta }g^{\gamma \zeta })(\Gamma _{\gamma \zeta ,\epsilon }^{\epsilon }-\Gamma _{\gamma \epsilon ,\zeta }^{\epsilon }+\Gamma _{\epsilon \sigma }^{\epsilon }\Gamma _{\gamma \zeta }^{\sigma }-\Gamma _{\zeta \sigma }^{\epsilon }\Gamma _{\epsilon \gamma }^{\sigma }),\end{aligned}}}
en què {\displaystyle \delta _{\beta }^{\alpha }} és el tensor de Kronecker i el símbol de Christoffel {\displaystyle \Gamma _{\beta \gamma }^{\alpha }} és definit com a:
{\displaystyle \Gamma _{\beta \gamma }^{\alpha }={\frac {1}{2}}g^{\alpha \epsilon }(g_{\beta \epsilon ,\gamma }+g_{\gamma \epsilon ,\beta }-g_{\beta \gamma ,\epsilon }).}
Abans de les cancel·lacions, aquesta fórmula dona com a resultat {\displaystyle 2\times (6+6+9+9)=60} termes individuals. Les cancel·lacions fan que aquest nombre sigui una mica més baix.
En el cas especial d'un marc de referència inercial localment prop d'un punt, les primeres derivades del tensor mètric s'esvaeixen i la forma de components del tensor d'Einstein se simplifica considerablement:
{\displaystyle {\begin{aligned}G_{\alpha \beta }&=g^{\gamma \mu }{\bigl [}g_{\gamma [\beta ,\mu ]\alpha }+g_{\alpha [\mu ,\beta ]\gamma }-{\frac {1}{2}}g_{\alpha \beta }g^{\epsilon \sigma }(g_{\epsilon [\mu ,\sigma ]\gamma }+g_{\gamma [\sigma ,\mu ]\epsilon }){\bigr ]}\\&=g^{\gamma \mu }(\delta _{\alpha }^{\epsilon }\delta _{\beta }^{\sigma }-{\frac {1}{2}}g^{\epsilon \sigma }g_{\alpha \beta })(g_{\epsilon [\mu ,\sigma ]\gamma }+g_{\gamma [\sigma ,\mu ]\epsilon }),\end{aligned}}}
en què els claudàtors denoten convencionalment antisimetrització sobre els índexs entre parèntesis, és a dir: 
{\displaystyle g_{\alpha [\beta ,\gamma ]\epsilon }\,={\frac {1}{2}}(g_{\alpha \beta ,\gamma \epsilon }-g_{\alpha \gamma ,\beta \epsilon }).}

## Traça
La traça del tensor d'Einstein es pot calcular mitjançant una contracció de l'equació en la definició amb el tensor mètric {\displaystyle g^{\mu \nu }} en {\displaystyle n} dimensions (de signatura arbitrària):
{\displaystyle {\begin{aligned}g^{\mu \nu }G_{\mu \nu }&=g^{\mu \nu }R_{\mu \nu }-{1 \over 2}g^{\mu \nu }g_{\mu \nu }R\\G&=R-{1 \over 2}(nR)\\G&={{2-n} \over 2}R\end{aligned}}}
En el cas especial de 4 dimensions en física (3 de l'espai, 1 del temps), dona {\displaystyle G\,}, la traça del tensor d'Einstein, com el negatiu de {\displaystyle R\,}, la traça del tensor de Ricci. Així, resulta un altre nom per al tensor d'Einstein: és la traça inversa del tensor de Ricci.

## Ús en relativitat general
El tensor d'Einstein permet que les equacions de camp d'Einstein (sense constant cosmològica) siguin escrites en la forma concisa: 
{\displaystyle G_{\mu \nu }={\frac {8\pi G}{c^{4}}}T_{\mu \nu }.}
que esdevé en unitats geometritzades
{\displaystyle G_{\mu \nu }=8\pi \,T_{\mu \nu }.}
Des de la forma explícita del tensor d'Einstein, el tensor d'Einstein és una funció no lineal del tensor mètric, però és lineal en el segona derivada parcial de la mètrica. Com un tensor de rang 2 simètric, el tensor d'Einstein té 10 components independents en l'espai de 4 dimensions. D'això es desprèn que les equacions de camp d'Einstein són un conjunt de 10 equacions amb derivades parcials quasilineals de segon ordre per al tensor mètric.
Les identitats de Bianchi també poden ser fàcilment expressades amb l'ajuda del tensor d'Einstein:
{\displaystyle \nabla _{\mu }G^{\mu \nu }=0.}
Les identitats de Bianchi asseguren automàticament la conservació del tensor d'energia-moment en l'espaitemps corb:
{\displaystyle \nabla _{\mu }T^{\mu \nu }=0.}
El significat geomètric del tensor d'Einstein es va posar en relleu per aquesta identitat. En els marcs de coordenades respectant la condició gauge:
{\displaystyle \Gamma _{\mu \nu }^{\rho }G^{\mu \nu }=0}
es pot establir una llei de conservació exacta de la densitat de tensor de tensió:
{\displaystyle \partial _{\mu }({\sqrt {g}}T^{\mu \nu })=0}.
El tensor d'Einstein fa la funció de distingir aquests marcs.